# Pudu mephistophiles
Il pudu settentrionale o pudu mefistofele è la specie più piccola di cervide vero e proprio.
Con due sottospecie, è diffuso in Colombia e Perù, dove colonizza le foreste montane e la savana ad un'altitudine compresa fra i 2000 m ed i 4000 m.
Misura al massimo 65 cm di lunghezza e 35 cm al garrese.
Poco o niente si sa delle abitudini di questo animale, tuttavia si crede che siano non molto dissimili da quelle del congenere Pudu puda.